# Lohe-Föhrden
Lohe-Föhrden là một đô thị thuộc quận Rendsburg-Eckernförde, bang Schleswig-Holstein.